# Côndilo mandibular
Côndilo mandibular ou cabeça da mandíbula é uma eminência arredondada na extremidade do osso mandibular, que forma a articulação temporomandibular.

## Conceito
Segundo os autores do livro "Anatomia aplicada à odontologia", o côndilo é uma saliência elipsóide, convexa no sentido antero-posterior e latero-medial. Ele tem cerca de 15 a 20 mm de largura e 8 a 10 mm de diâmetro antero-posterior. Seu longo eixo forma um ângulo de 90º com o ramo da mandibula e o prolongamento dos longos dos dois côndilos forma um ângulo, cujo vértice se situa aproximadamente na borda anterior do forame magno, ou no próprio forame. Os prolongamentos dos dois eixos menores de cada côndilo se encontram anteriormente na região da sínfise mentual.
Apresenta uma superfície posterior, rugosa e uma superfície antero-superior lisa, que é a própria superfície articular. Ambas as superfícies são separadas por uma crista transversal discreta. O côndilo apresenta também dois pólos, medial e lateral, sendo este último palpável através da pele.
O côndilo é suportado por uma porção estreita, o colo, que é arredondado posteriormente e apresenta ântero-medialmente uma depressão, fóvea pterigóidea, onde se insere o músculo pterigóideo lateral.